# Matjaž Potrč
Matjaž Potrč, slovenski filozof, smer analitična filozofija, * 13. september 1948, Maribor.
Leta 1972 je diplomiral na Filozofski fakulteti Univerze v Ljubljani (FF UL), leta 1976 magistriral, leta 1982 pa je doktoriral z delom Problem reference in teorija izjavljanja. V Zadru je delal kot gostujoči profesor in docent za zgodovino filozofije. Od leta 1986 je na FF UL profesor za logiko in metodologijo ter za analitično in kognitivno filozofijo. Bil je tudi predstojnik Oddelka za filozofijo FF UL. Redni profesor je od leta 1992.
Leta 1974–75 je dobil štipendijo francoske vlade v Parizu in kasneje tudi Humboldtovo štipendijo. Izpopolnjeval se je na Univerzi v Gradcu. Strokovno se je izobraževal na Oddelku za računalništvo Univerze v Londonu, na Tehnični univerzi v Berlinu, in sicer iz komunikacijskih in družboslovnih znanosti na Inštitutu za filozofijo, teorijo znanosti ter zgodovino znanosti in tehnike leta 1993. Bil je koordinator mednarodnega projekta Tempus Fenomenološka tradicija in kognitivna znanost (Ljubljana, Maribor, Würzburg, Berlin, London, Trst, Gradec), s Fulbrightovo štipendijo je gostoval na Univerzi v Memphisu konec devetdesetih let.
Od leta 1998 dalje je bil predsednik Slovenskega filozofskega društva. Do leta 1999 je bil zelo aktiven na številnih področjih, tako v tujini, kot tudi pri nas. Bil je član Semiotičnega združenja slovenskega sociološkega društva, Freudovske šole v Parizu, Psihoanalitičnega združenja, ustanovni član Slovenskega estetskega društva, Društva za teoretsko psihoanalizo, tajnik Sekcije za logiko in metodologijo v, soustanovitelj Avstrijsko-slovenske filozofske zveze, član Slovenian Society Studies, predsednik Jugoslovanske zveze filozofskih društev, ustanovni član Slovenskega društva za logiko in filozofijo znanosti, član Advisor’s board European Yearbook of Philosophy (Geneva), predstavnik European Society for Analytic Philosophy za Slovenijo, član Gesellschaft für analytische Philosophie. Je tudi član uredništva Problemov in Acta Analytica (Philosophy and Psychology) v Ljubljani, član uredništva Synthesis Philosophica v Zagrebu, član Ludwig Wittgenstein Society, Hume Society. Je slovenski predstavnik za International Union for Logic, Methodology and Philosophy of Science/ International Union of History and Philosophy of Science od leta 1995 dalje. Je član Southern Society for Philosophy and Psychology, European Society for Philosophy of Psychology, univerzitetne komisije za mednarodno sodelovanje, Franz Brentano Gesellschaft, član izdajateljskega sveta mednarodnega časopisa Metaphysica in soorganizator mednarodnih simpozijev na Bledu (Vagueness 1998, Epistemology 1999).
Je tesen sodelavec Vojka Strahovnika in Terrya Horgana. Trenutno predava na oddelku za filozofijo Filozofske fakultete Univerze v Ljubljani.
Gladko govori angleško, nemško in francosko, italijanščino in ruščino pa govori funkcionalno.
Področja njegovega raziskovanja so filozofija psihologije, kognitivne znanosti, metafizika/ontologija, spoznavna teorija, filozofija znanosti, etika/moralna filozofija ter slovenska filozofska tradicija.